# Snyderidia canina
Snyderidia canina är en fiskart som beskrevs av Gilbert, 1905. Snyderidia canina ingår i släktet Snyderidia och familjen nålfiskar. Inga underarter finns listade i Catalogue of Life.